# Tyro
Pour les articles ayant des titres homophones, voir Thirault et Tiro.
Dans la mythologie grecque, Tyro (en grec ancien Τυρώ / Turṓ) est la fille de Salmonée et d'Alcidicé. Elle a deux fils d'une première union avec Poséidon — Pélias et Nélée — puis trois autres avec Créthée — Phérès, Éson et Amythaon et fut également amante du fleuve Énipée.

## Mythe
À la mort de son père, Tyro fut élevée par son oncle Créthée et maltraitée par sa belle-mère Sidéro. 
La malheureuse jeune femme fut prise d'un amour sans espoir pour le dieu-fleuve Enipée, qui refusa ses avances.  
Poséidon prit la forme d'Enipée pour pouvoir passer une nuit avec elle. De cette union naquirent deux jumeaux, Pélias et Nélée, qui furent abandonnés sur l'ordre de Sidéro. Plus tard, les deux frères délivrèrent leur mère de sa marâtre. 
Tyro put dès lors épouser son oncle Créthée. De cette union naquirent trois enfants : Eson (père de Jason), Phérès et Amythaon.
Un mythe relate aussi que Sisyphe, son oncle, lui fit violence pour se venger de sa mère Salmonée. De cette union incestueuse naquirent deux enfants, que Tyro massacra aussitôt.

## Source
- Homère, Odyssée [détail des éditions] [lire en ligne] (Chant XI, 235–260)